# Europejska Partia Ludowa (Chrześcijańscy Demokraci)
Grupa Europejskiej Partii Ludowej (Chrześcijańscy Demokraci) – frakcja polityczna w Parlamencie Europejskim, której początki sięgają pierwszej połowy lat 50. Zrzesza przede wszystkim deputowanych organizacji należących do Europejskiej Partii Ludowej. Od 1999 (tj. od V kadencji) jest największą grupą polityczną w PE. Frakcja posługuje się także uproszczoną nazwą Grupa Europejskiej Partii Ludowej.
Grupa Chrześcijańsko-Demokratyczna w Zgromadzeniu Europejskiej Wspólnoty Węgla i Stali powstała oficjalnie 23 czerwca 1953. Gdy w 1979 odbyły się pierwsze powszechne wybory europejskie, frakcja zmieniła nazwę. Od I do IV kadencji Parlamentu Europejskiego występowała jako Grupa Europejskiej Partii Ludowej (Chrześcijańscy Demokraci). Była w tym czasie drugą frakcją pod względem liczebności, ustępując Grupie Socjalistycznej. W kadencjach V i VI Europejska Partia Ludowa w ramach współpracy z ugrupowaniem Europejscy Demokraci zdecydowała o przyjęciu nazwy Grupa Europejskiej Partii Ludowej (Chrześcijańscy Demokraci) i Europejskich Demokratów. EPP-ED w obu tych kadencjach była największą frakcją w PE.
Po wyborach w 2009 i rozpadzie porozumienia chadecy powrócili do swojej tradycyjnej nazwy, utrzymując jednocześnie największą reprezentację (265 posłów na początku VII kadencji). Grupa została reaktywowana również w VIII, IX i X kadencji PE, pozostając w nich najliczniejszą frakcją.

## Przewodniczący frakcji
| Lp. | Przewodniczący      | Państwo  | Partia narodowa                   | Od   | Do   |
| --- | ------------------- | -------- | --------------------------------- | ---- | ---- |
| 1   | Maan Sassen         | Holandia | Katolicka Partia Ludowa           | 1953 | 1958 |
| 2   | Pierre Wigny        | Belgia   | Chrześcijańska Partia Społeczna   | 1958 | 1958 |
| 3   | Alain Poher         | Francja  | Ludowy Ruch Republikański         | 1958 | 1966 |
| 4   | Joseph Illerhaus    | Niemcy   | Unia Chrześcijańsko-Demokratyczna | 1966 | 1969 |
| 5   | Hans August Lücker  | Niemcy   | Unia Chrześcijańsko-Społeczna     | 1969 | 1975 |
| 6   | Alfred Bertrand     | Belgia   | Chrześcijańska Partia Ludowa      | 1975 | 1977 |
| 7   | Egon Klepsch        | Niemcy   | Unia Chrześcijańsko-Demokratyczna | 1977 | 1982 |
| 8   | Paolo Barbi         | Włochy   | Chrześcijańska Demokracja         | 1982 | 1984 |
| 9   | Egon Klepsch        | Niemcy   | Unia Chrześcijańsko-Demokratyczna | 1984 | 1992 |
| 10  | Leo Tindemans       | Belgia   | Chrześcijańska Partia Ludowa      | 1992 | 1994 |
| 11  | Wilfried Martens    | Belgia   | Chrześcijańska Partia Ludowa      | 1994 | 1999 |
| 12  | Hans-Gert Pöttering | Niemcy   | Unia Chrześcijańsko-Demokratyczna | 1999 | 2007 |
| 13  | Joseph Daul         | Francja  | Unia na rzecz Ruchu Ludowego      | 2007 | 2014 |
| 14  | Manfred Weber       | Niemcy   | Unia Chrześcijańsko-Społeczna     | 2014 |      |